# Pentanogmius
Pentanogmius è un genere di pesci ossei estinto, appartenente agli tselfatiiformi. Visse nel Cretaceo superiore (Cenomaniano - Santoniano, circa 95 - 80 milioni di anni fa) e i suoi resti fossili sono stati ritrovati in Europa e in Nordamerica.

## Descrizione
Questo pesce, di grosse dimensioni, poteva superare i due metri di lunghezza. Possedeva un corpo appiattito lateralmente, con una grande pinna dorsale molto alta a forma di vela e una pinna anale piuttosto sviluppata. In una specie (P. fritschi), la parte anteriore della pinna dorsale era a forma di uncino. Come molti tselfatiiformi, Pentanogmius era dotato di ossa mascellari e mandibolari dotate di numerosissimi piccoli denti aguzzi. Al di sotto dei denti, le ossa di mascella e mandibola erano attraversate da tubuli sottili e allungati. Si differenziava da altri animali simili come Bananogmius e Tselfatia per alcune caratteristiche, come la volta cranica piatta, le ossa premascellari separate l'una dall'altra da un mesetmoide, l'osso dermobasiiale a forma di pentagono (da qui il nome Pentanogmius).

## Classificazione
Pentanogmius è noto per numerosi fossili provenienti dal Nordamerica, ma la specie tipo (Pentanogmius pentagon) proviene dal Cenomaniano-Turoniano dell'Inghilterra. Venne descritta inizialmente da Woodward nel 1899 e attribuita al genere Plethodus. Successivamente vennero scoperte altre specie provenienti dai famosi depositi del Mare Interno Occidentale americano (Kansas, Texas, Dakota del Sud, Alabama). Queste specie vennero attribuite al genere Bananogmius, tipico di quei depositi; solo nel 2001 venne istituito il genere Pentanogmius per la specie inglese, e negli anni seguenti anche le specie americane furono incluse in Pentanogmius. La specie meglio conosciuta è la grande P. evolutus, lunga anche 2 metri. Altre specie sono P. crieleyi dell'Alabama e P. fritschi del Texas, più antica e forse ancestrale alle altre due specie nordamericane.
Pentanogmius fa parte degli tselfatiiformi, un gruppo di teleostei marini tipici del Cretaceo e molto diffusi in vari continenti. Tra questi, i più stretti parenti di Pentanogmius dovevano essere Bananogmius e il gigantesco Paranogmius.

## Paleobiologia
La forma del corpo di Pentanogmius indica che questo pesce doveva essere un veloce e potente nuotatore, forse simile come stile di vita alle attuali corifene (Coryphaena hippurus): un nuotatore attivo che si nutriva opportunisticamente di una gran varietà di piccoli pesci e invertebrati pelagici (Shimada, 2016).